# 시카니인
시카니인(고대 그리스어: Σικανοί 시카노이[*])은 페니키아와 그리스에 식민지화된 시기 시칠리아섬에 존재했던 세 개의 고대 민족 중 하나이다. 디오도로스 시켈로스에 따르면, 시카니인들은 엘리미인의 동쪽과 시쿨리인의 서쪽에 살았다고 하며, 이 경계는 주변 민족들과 여러 전쟁을 걸친 후 옛 히메라강 [Himera (살소강)]을 따라 이뤄졌다고 한다.

## 역사
시카니인들은 기록된 명칭으로는 시칠리아에서 가장 오래된 거주민으로 여겨진다. 고대 그리스의 역사가 투키디데스는 시칠리아 출신 역사가 시라쿠사의 안티오코스으로부터 정보를 인용하며, 시카누스강 (Sicanus)에서부터 리구리아인들에게 밀려나, 시카니인들이 이베리아반도 (아마 발렌시아)에서 이주해왔다고 주장했지만, 이 이야기에 근거는 알려져 있지 않다. 타우로메니움의 티마이오스는 이들을 토착민이라고 여겼다. 일부 현대의 학자들은 시카니인들이 토착민들과 살면서 지역의 지배권을 얻게 된 일리리아인일지 모른다고 생각한다. 고고학적 발굴에서는 이들이 미케네 문명의 영향을 받았음을 보여준다.
엘리미인들은 시칠리아섬에 정착했다고 기록된 두 번째 이들로 여겨지며, 아마 에게해, 아나톨리아나 리구리아에서 왔을 것이다. 이들은 시카니인들을 동쪽으로 몰아내며, 시칠리아섬 북서쪽에 정착했다. 이탈리아 본토 출신들인 시쿨리인들은 그 다음으로 도착했으며, 시칠리아섬 동쪽에 정착했다. 역사 기록은 기원전 11세기에 식민지를 건설한 페니키아인들, 거대한 그리스 도시가 된 식민지 시라쿠사를 세운 그리스인들과 기원전 794년에 시작되었다. 다른 그리스 식민지들도 시칠리아섬에 세워졌다. 토착 시칠리아인들은 점차 식민지화된 사람들에게 흡수되어 마침내 로마 점령기에는 구별되는 민족으로서는 사라졌다.

## 헤로도토스와 미노스 왕
헤로도토스: 역사, 제7권.170-171
전승에 의하면 미노스는 다이달로스를 찾으러 시카니아 또는 지금은 시칠리아라고 불리는 곳에 갔으며, 거기서 잔혹한 죽음을 맞이했다.

## 언어
그리스 문자를 사용한 얼마 안되는 짧은 비문들에서 단절된 시카니어가 발견되었다. 이름을 제외하고는, 이 비문들은 해독되지 않고 있으며, 시카니어는 자료 부족으로 인해 비분류어이다.

## 같이 보기
- 이탈리아의 선사 시대